# Sutaren
Sutaren är en sjö i Falkenbergs kommun i Halland och ingår i Ätrans huvudavrinningsområde. Sjön har en area på 0,0951 kvadratkilometer och ligger 135,1 meter över havet. Sjön avvattnas av vattendraget Lilla å.

## Delavrinningsområde
Sutaren ingår i det delavrinningsområde (632391-131568) som SMHI kallar för Ovan Musån. Medelhöjden är 124 meter över havet och ytan är 45,6 kvadratkilometer. Det finns inga avrinningsområden uppströms utan avrinningsområdet är högsta punkten. Lilla å som avvattnar avrinningsområdet har biflödesordning 2, vilket innebär att vattnet flödar genom totalt 2 vattendrag innan det når havet efter 25 kilometer. Avrinningsområdet består mestadels av skog (80 %). Avrinningsområdet har 1,2 kvadratkilometer vattenytor vilket ger det en sjöprocent på 2,6 %.